# Хоукс, Жакетта
Жакетта Хоукс (англ. Jacquetta Hawkes, урождённая Джесси Жакетта Хопкинс; 5 августа 1910, Кембридж — 18 марта 1996, Челтнем, Юго-Западная Англия) — британский археолог и литератор. Автор бестселлера «A Land» (1951).

## Биография
Родилась в семье Ф. Г. Хопкинса третьей, младшей дочерью. В 9 лет она написала эссе, в котором заявила о своём желании стать археологом. Свои первые «раскопки» она провела ночью — из-за запрета родителей — в домашнем саду.
Окончила с первоклассным отличием кембриджский Ньюнхэм-колледж, где стала первой женщиной, изучавшей археологию и антропологию. Во время учёбы познакомилась со своим будущим первым мужем Кристофером Хоуксом, который руководил первыми раскопками, в которых она участвовала. На протяжении 1930-х годов Хоукс принимала участие в раскопках на горе Кармель в Палестине, в Герговии во Франции, в Великобритании — в Гэмпшире, а также в Ирландии. В 1933 вышла замуж за  Кристофера Хоукса. В 1938 году у них родился сын Николас. В графстве Уотерфорд в 1939 году Жакетта руководила археологической работой.
Вступила в Лондонское общество антикваров в 1940 году.
С 1941 года, стала госслужащей и находилась на этой работе до 1949 года. Годы второй мировой войны сопровождались для неё длительными разлуками с первым супругом, что негативным образом сказалось на их отношениях. В то же время она повстречала и имела отношения с поэтом У. Дж. Тернером, который умер в 1946 году. В 1947 году она встретила Дж. Б. Пристли, в которого влюбилась, и впоследствии он стал её вторым супругом.
Была археологическим советником Фестиваля Британии, прошедшего летом 1951 года, за это было отмечена орденом OBE. В рамках фестиваля вышла её книга «A Land» с иллюстрациями Генри Мура, которая стала одной из определяющих научно-популярных книг Великобритании послевоенного десятилетия. В 1953 развелась с Кристофером Хоуксом и вышла замуж за Дж. Б. Пристли. В 1957 году сыграла важную роль в проведении кампании за ядерное разоружение.
В 1971 году заняла должность вице-президента Совета британской археологии. Работала археологическим корреспондентом «Sunday Times».
Среди её друзей был Пол Нэш. Умерла в 1996 и была похоронена рядом с Дж. Б. Пристли.

## Память
В 2003 году Брэдфордский университет приобрёл её архив. Он включал в себя её записи, дневники, рукописи книг и их публикации, статьи, обзоры, лекции, переписку, а также фото-, аудио- и видеоматериалы.
В науке Хоукс критиковалась за большую лёгкость и междисциплинарность. Её называли слишком субъективной и гуманистичной, так как конечной целью археологии для неё было — понять, что значит быть человеком.
Жакетта испытывала влияние психологии Юнга.
Сомневалась в извечном доминировании мужчин в обществе, отводившем женщинам второстепенную роль. Критики называли её работы «феминистскими фантазиями».

## Публикации
Помимо научных работ по археологии, геологии и истории человечества, Хоукс была автором стихов и пьес, детских книг, путеводителей.
Выступала в СМИ, на телевидении и радио, в журналах. Опубликовала более 20 книг:
- «Man on Earth» (1954);
- «A Quest for Love» (1981);
- «The Shell Guide to British Archaeology» (1986).